# Rosnochau
Rosnochau (polnisch Rozkochów) ist ein Ort in der  Landgemeinde Walzen (Walce) im Powiat Krapkowicki  der Woiwodschaft Opole in Polen.

## Geographie
Das Angerdorf Roskochów liegt fünf Kilometer westlich von Walzen, elf Kilometer südlich von Krapkowice (Krappitz) und 34 Kilometer südlich von Opole (Oppeln) in der Nizina Śląska (Schlesische Tiefebene) an der Swornica.
Ortsteil von Rosnochau ist der Weiler Olszyna (Olszinna).
Nachbarorte von Roskochów sind im Nordosten Schwärze (Ćwiercie) und im Südwesten Neu Kuttendorf (Nowe Kotkowice).

## Geschichte

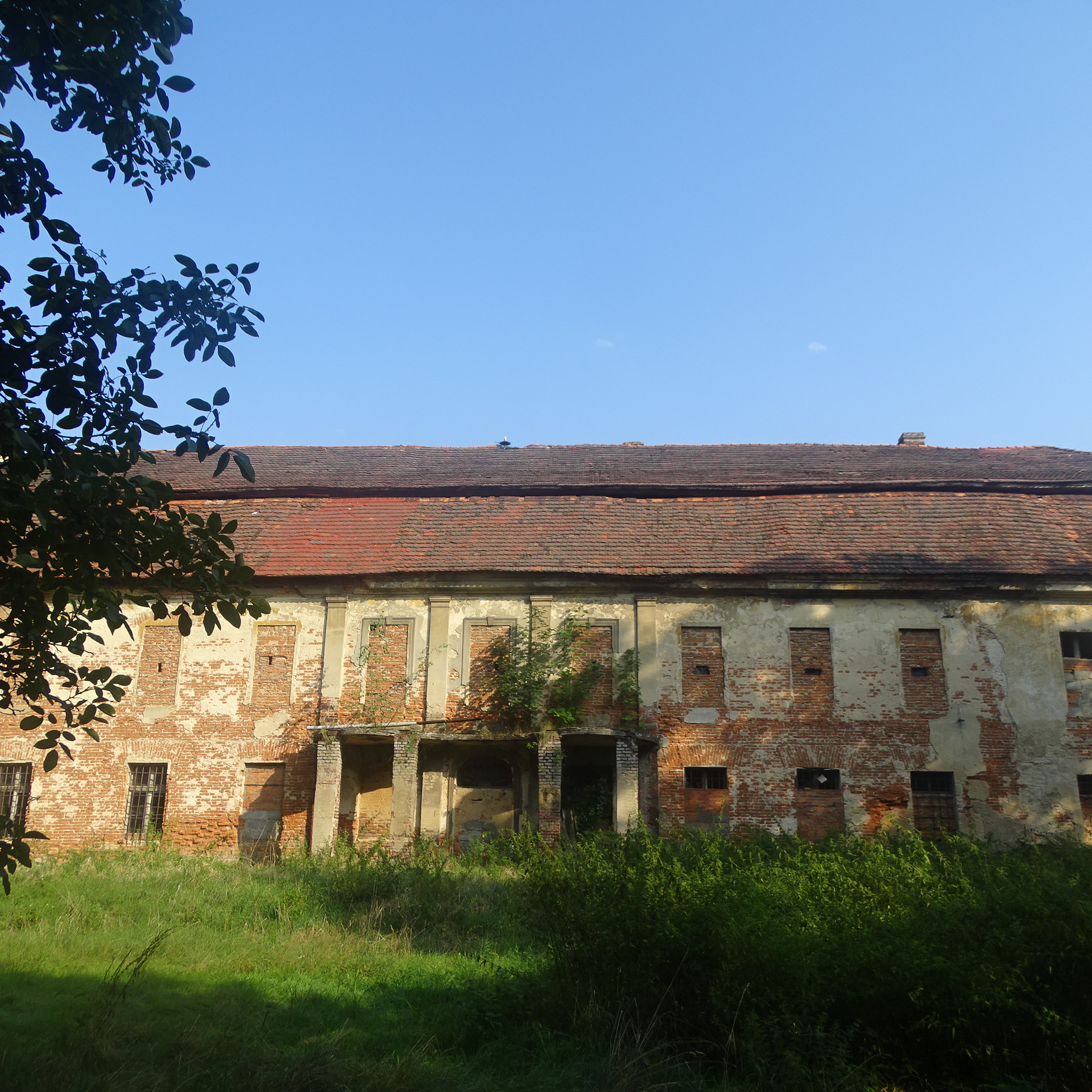
Schloss Rosnochau (2020)

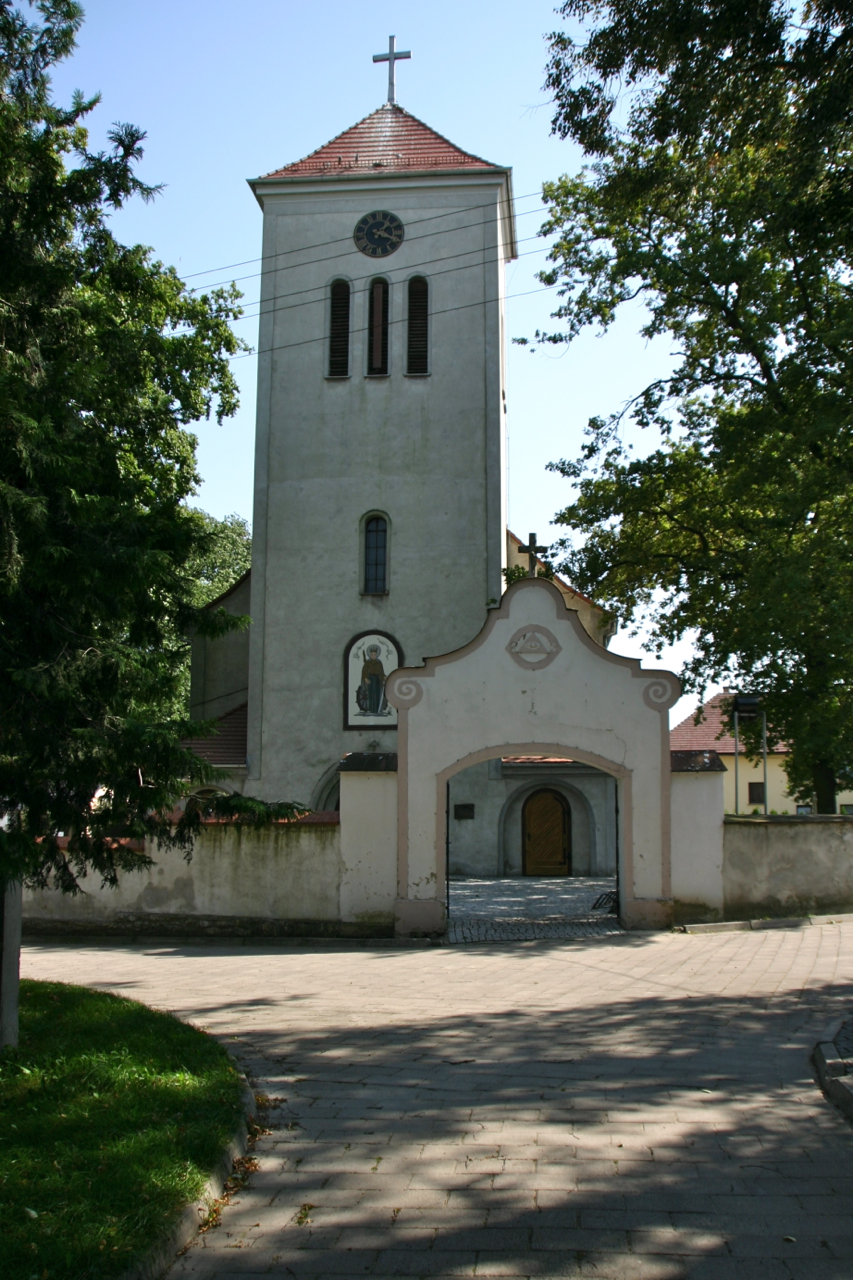
Kirche St. Katharina

Rosnochau wurde 1264 erstmals urkundlich erwähnt. 1767 wurde die erste Schule erbaut. 1862 hatte der Ort 350 Einwohner.
Nach der Neuorganisation der Provinz Schlesien gehörte die Landgemeinde Rosnochau ab 1816 zum Landkreis Neustadt O.S. im Regierungsbezirk Oppeln. 1845 bestanden im Ort ein Schloss, ein Vorwerk, eine katholische Kirche, eine Schankwirtschaft, eine Brauerei, eine Brennerei und 76 Häuser. Im gleichen Jahr lebten in Rosnochau 515 Menschen, davon vier evangelisch. 1861 zählte Rosnochau 28 Bauern, 18 Gärtner und 9 Häusler. Die katholische Schule zählte im gleichen Jahr 135 Schüler. 1874 wurde der Amtsbezirk Walzen gegründet, welcher die Landgemeinden Walzen und Rosnochau umfasste.
Bei der Volksabstimmung in Oberschlesien am 20. März 1921 stimmten 375 Wahlberechtigte für einen Verbleib bei Deutschland und 21 für Polen. Im Gutsbezirk Rosnochau stimmten 88 Personen für Deutschland und zwei für Polen. Rosnochau verblieb beim Deutschen Reich. 1933 lebten im Ort 834 Einwohner. Am 10. Oktober 1936 wurde der Ort in Roßweide umbenannt. 1939 hatte der Ort 858 Einwohner. Bis 1945 befand sich der Ort im Landkreis Neustadt O.S.
Infolge des Zweiten Weltkrieges kam Ort 1945 an Polen, wurde in Rozkochów umbenannt und der Woiwodschaft Schlesien angeschlossen. 1950 kam der Ort zur Woiwodschaft Opole, 1999 zum wiedergegründeten Powiat Krapkowicki. Am 4. April 2006 wurde in der Gemeinde Walzen, der Rosnochau angehört, Deutsch als zweite Amtssprache eingeführt und am 3. Juni 2009 erhielt der Ort zusätzlich den amtlichen deutschen Ortsnamen Rosnochau.

## Sehenswürdigkeiten

### Schloss Rosnochau
Das Schloss Rosnochau (poln. Pałac Rozkochów) wurde im 18. Jahrhundert im barocken Stil erbaut. Das Schloss war von 1851 bis 1945 Sitz der Grafen von Harrach. 1964 wurde der Schlossbau unter Denkmalschutz gestellt. Der angrenzenden Schlosspark entstand im 19. Jahrhundert und steht seit 1988 unter Denkmalschutz.

### Weitere Sehenswürdigkeiten
- Die römisch-katholische Kirche St. Katharina (poln. Kościół św. Katarzyny Aleksandryjskiej) wurde 1330 erstmals erwähnt. 1802 zerstörte ein Feuer die Kirche. Bis 1817 erfolgte ein Neubau.[10]
- Denkmal für die Gefallenen beider Weltkriege
- Steinerne Wegekapelle

## Vereine
- Deutscher Freundschaftskreis
- Freiwillige Feuerwehr OSP Rozkochów
- Fußballverein LKS Rozkochów

## Söhne und Töchter des Ortes
- Ferdinand von Harrach (1832–1915), deutscher Maler
- Johann Kroll (1918–2000), Aktivist und Politiker der deutschen Minderheit in Polen